# Kahaono kirkaldyi
Kahaono kirkaldyi är en insektsart som beskrevs av Irena Dworakowska 1972. Kahaono kirkaldyi ingår i släktet Kahaono och familjen dvärgstritar. Inga underarter finns listade i Catalogue of Life.